# Кренглицкая, Анета
Ане́та Беа́та Кренгли́цкая (пол. Aneta Beata Kręglicka; род. 23 марта 1965, Щецин) — победительница 39-го конкурса «Мисс Мира» проходившего 22 ноября 1989 года в городе Гонконге в местном центре конференций и выставок. 
Анета Кренглицкая — единственная полька, которая завоевала этот титул, оставив позади 77 других участниц. Корону королевы «Мисс Мира 1989» она получила из рук своей предшественницы — исландки Линды Петурсдоттир.
До этого победила в конкурсе «Miss Polonia» и заняла второе место в конкурсе «Мисс Интернешнл 1989». На момент проведения конкурса имела степень кандидата экономических наук. После конкурса работала в сфере PR.
Анета замужем за польским кинорежиссёром Мацеем Заком.